# Jean Baptiste Mangès
Jean Baptiste Mangès (en allemand : Johann Baptist Mangès), né le 30 janvier 1836 à Bitche et décédé le 12 mai 1918 à Metz, est un prêtre du pays de Bitche.
Il est député de la circonscription n°12 d'Alsace-Lorraine (Sarreguemines et Forbach) au Reichstag allemand de 1890 à 1893.

## Biographie
Jean Baptiste Mangès naît le 30 janvier 1836 à Bitche en Moselle. Après des études au lycée de Bitche, il suit des cours de philosophie et de théologie au séminaire de Metz. Johann Baptist Mangès est ensuite ordonné prêtre catholique. Il est nommé vicaire à Sarreguemines de 1866 à 1869, puis prêtre à Mutterhausen de 1869 à 1873 et à Walschbronn de 1873 à 1888, et enfin archiprêtre à Sarreguemines.
De 1890 à 1893, Johann Baptist Mangès est député au Reichstag, pour la circonscription (Wahlkreis) d'Alsace-Lorraine n°12 (Sarreguemines (Saargemünd) et Forbach).

## Sources
- Amtliches Reichstags-Handbuch, Legislaturperiode ..., Bd.: 1890, Verlag von Trowitzsch und Sohn, Berlin, 1890